# Marmelade
Marmelade (em crioulo, Mamlad), é uma comuna do Haiti, situada no departamento do Artibonite e no arrondissement de Marmelade. De acordo com o censo de 2003, sua população total é de 24.977 habitantes.